# Клиффорд, Уильям Кингдон
Уи́льям Ки́нгдон Кли́ффорд (англ. William Kingdon Clifford; 4 мая 1845, Эксетер, Великобритания — 3 марта 1879, Мадейра, Португалия) — английский математик и философ.

## Биография
Закончил Тринити-колледж в Кембриджском университете (1868), получив несколько отличий за успехи в учёбе. В 1871 году, по рекомендации Максвелла, он стал профессором математики и механики Лондонского университетского колледжа. Член Лондонского королевского общества (1874). В 1875 году женился на Люси Лэйн (англ. Lucy Lane).
Интенсивный творческий труд (он любил работать по ночам) подорвал здоровье учёного. Клиффорд отправился на лечение на остров Мадейра, где, однако, умер от туберкулёза, оставив молодую жену и двоих детей. Похоронен на Хайгейтском кладбище, Лондон, рядом с могилой Карла Маркса. Люси прожила после его смерти ещё 50 лет, став за это время известной писательницей. Пятитомное собрание сочинений Клиффорда было издано посмертно.

## Научная деятельность
Первооткрыватель алгебры Клиффорда. Объединил в своих исследованиях теорию кватернионов с алгеброй Грассмана. Продвинул (1876) алгебру бикватернионов.
Изучал неевклидову геометрию — труды Римана и особенно Лобачевского, которого назвал Коперником геометрии.
Наряду с Гиббсом и Хевисайдом — основоположник векторного анализа. Ввёл (1878) современные термины дивергенция (которую Максвелл называл конвергенцией) и ротор. В посмертно изданном труде «Здравый смысл в точных науках» (опубл. 1885) дал современное определение скалярного произведения векторов.
В работе On the space theory of matter (1870) выдвинул опередившую своё время идею, что материя и тяготение являются проявлением искривления пространства-времени, особенностями пространственной геометрии. Последний принцип лёг впоследствии в основу общей теории относительности. В XX веке значительное развитие получила основанная на работах Клиффорда теория пространств Клиффорда-Клейна.

## Труды
Большинство трудов Клиффорда опубликовано посмертно.
- 1872. On the aims and instruments of scientific thought.
- 1876. On the space theory of matter.
- 1877. The Ethics of Belief Архивная копия от 3 декабря 2009 на Wayback Machine, Contemporary Review.
- 1878. Elements of Dynamic, vol. 1.
- 1879. Seeing and Thinking, научно-популярные лекции.
- 1879. Lectures and Essays (недоступная ссылка).
- 1882. Mathematical Papers / Ed. R. Tucker.- London, 1882, собрание сочинений в пяти томах.
- 1885. The Common Sense of the Exact Sciences. Работу завершил Карл Пирсон.
- 1887. Elements of Dynamic, vol. 2, in Ewald, William B., ed., 1996. From Kant to Hilbert: A Source Book in the Foundations of Mathematics, 2 vols. Oxford University Press. Посмертное издание.
- 1891. On The Nature Of Things In Themselves, Mind, Vol. 3, No. 9, pp. 57–67  (Уильям К. Клиффорд: О природе вещей в самих себе, русский перевод)  - academia.edu

Клиффорд обожал возиться с детьми и написал для них сборник сказок «The Little People».